# Borowiki (Titowszczinskoje)
Borowiki (ros. Боровики) – wieś (ros. деревня, trb. dieriewnia) w zachodniej Rosji, w osiedlu wiejskim Titowszczinskoje rejonu diemidowskiego w obwodzie smoleńskim.

## Geografia
Miejscowość położona jest nad rzeką Swadica, 4 km od drogi regionalnej 66N-0505 (Diemidow – Chołm), 27,5 km od centrum administracyjnego osiedla wiejskiego (Titowszczina), 26,5 km od centrum administracyjnego rejonu (Diemidow), 45 km od stolicy obwodu (Smoleńsk), 56 km od granicy z Białorusią.
W granicach miejscowości znajdują się ulice: Polewaja, Zariecznaja.

## Demografia
W 2010 r. miejscowość zamieszkiwało 8 osób.

## Historia
W czasie II wojny światowej od lipca 1941 roku dieriewnia była okupowana przez hitlerowców. Wyzwolenie nastąpiło we wrześniu 1943 roku.
Na mocy uchwały z dnia 28 maja 2015 roku wszystkie miejscowości (w tym Borowiki) zlikwidowanej jednostki administracyjnej Pieriesudowskoje weszły w skład osiedla wiejskiego Titowszczinskoje.